# Maré
Maré es la segunda más importante de las islas de la Lealtad en Nueva Caledonia, un territorio de ultramar de Francia en el océano Pacífico, con una superficie de 650 km² y una población de 5.417 habitantes según estimaciones para 2009.
Es, además, una comuna en la provincia de Islas de la Lealtad de Nueva Caledonia. La comuna de Maré se compone de la isla Mare propiamente y la isla mucho más pequeña de Dudun, ambas forman parte de las islas de la Lealtad, al noreste del territorio continental de Nueva Caledonia. La localidad de Tadin, en Isla Maré es el centro administrativo de la comuna o municipalidad de Maré.

## Geografía
El terreno ha sido formado por construcciones calcáreas masivas de origen biológico, que son de hecho coral.
Maré esta desprovista de cursos de agua, pero posee una reserva de agua subterránea.
Forma una espacio de veinte millas de distancia y tiene una superficie de 650 kilómetros cuadrados. En su parte más ancha de norte a oeste, sur-este, la isla está a unos 40 km, entre el cabo Machau (noroeste) y Cabo Boyer (sureste). Los diferentes cursos que salpican el perímetro de la isla como las ramas de una estrella individualizan varias bahías a lo largo de la costa. Desde el cabo Norte Machau y en la dirección de las agujas del reloj, es el bahía del norte (o Waeko), Bahía de Allier, la Bahía de Wabao (o Nirí) y la Bahía de Tadine siendo Tadine considerado el "pueblo" principal de la isla.

## Demografía
La isla está habitada por alrededor de 5400 personas en 2009 (más del 97% melanesios según datos de 1996), con una densidad de población de alrededor de 8,4 habitantes por km² que se unican principalmente en la costa (la isla ha perdido alrededor de 2000 personas desde 2004, debido principalmente a un fuerte éxodo de jóvenes trabajadores hacia Gran Numea). Maré habitualmente se divide en ocho distritos: Guahma Tadine y en el oeste, Wabao, Medu, en el sudoeste Eni, Penelo, y la Roche y Tawainedre. Maré es una comuna cuyo actual alcalde es, desde 2001, Basilio Citra.